# Perawang
Perawang is een bestuurslaag in het regentschap Siak van de provincie Riau, Indonesië. Perawang telt 39.178 inwoners (volkstelling 2010).